# ニーリ砂漠

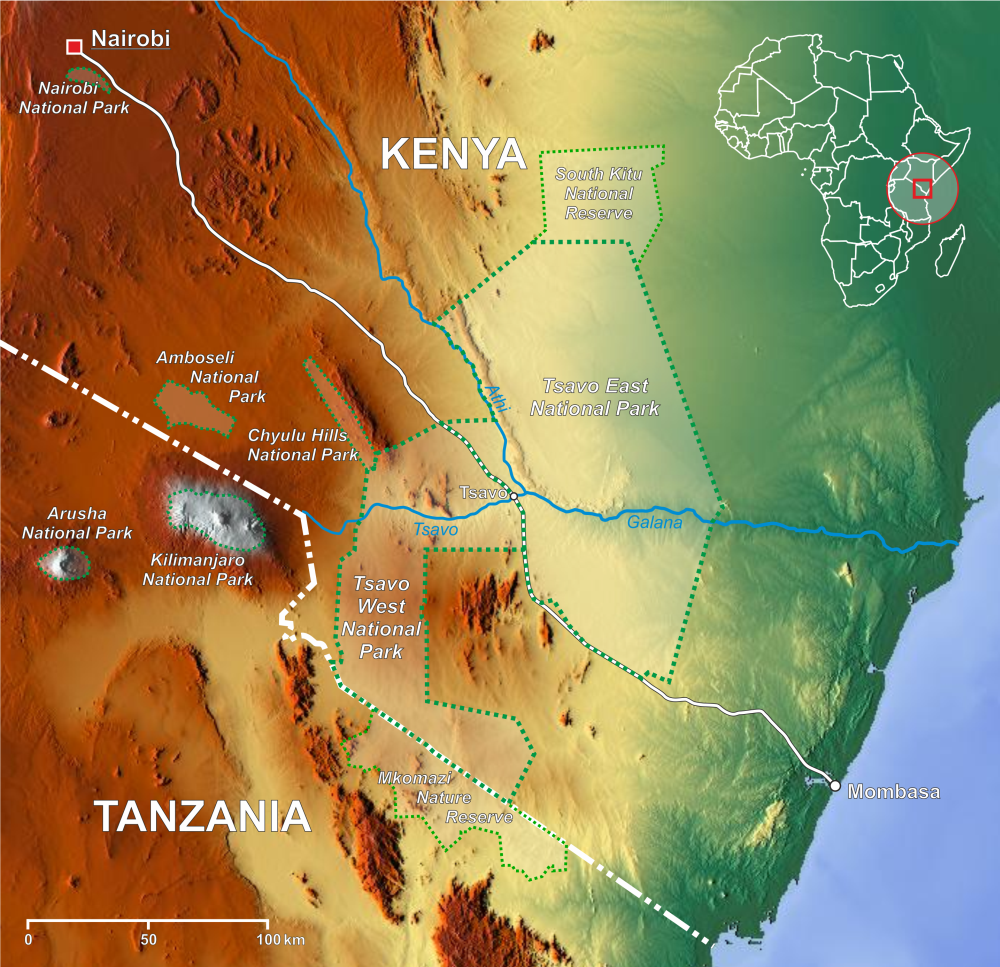

ニーリ砂漠 (Nyiri Desert) は、ケニアリフトバレー州南部カジアド県東南部、首都ナイロビの南、マガディ湖の東、キリマンジャロの北の「砂漠」である。完全な砂漠ではなくキリマンジャロからの空っ風で周辺より比較的乾燥した地域で、南部のキリマンジャロの麓にはマサイ・アンボセリ保護区 (Masai Amboseli Reserve) が、東のタル砂漠と呼ばれていた地域にはツァボ国立公園 (Tsavo National Park) が、それぞれ設けられている。